# Krzęcin (gmina)

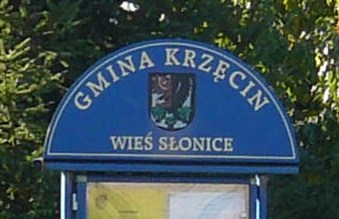
Tablica informacyjna w Słonicach

Krzęcin – gmina wiejska w województwie zachodniopomorskim, w południowej części powiatu choszczeńskiego.
Siedzibą gminy jest wieś Krzęcin. W latach 1975–1998 gmina położona była w województwie gorzowskim. Pod względem liczby ludności oraz powierzchni, gmina jest najmniejsza w powiecie.
Miejsce w województwie (na 114 gmin):

powierzchnia 76., ludność 96.

Gmina stanowi 10,6% powierzchni powiatu.
Według danych z 31 grudnia 2017 roku gminę zamieszkiwało 3775 osób.

## Położenie
Gmina leży na pojezierzach: Choszczeńskim i Dobiegniewskim. Przez gminę przepływa Mała Ina, która ma tutaj swoje źródło. Tereny leśne zajmują 22% powierzchni gminy, a użytki rolne 65%.
Sąsiednie gminy:
- Bierzwnik, Choszczno i Pełczyce (powiat choszczeński)
- Strzelce Krajeńskie (powiat strzelecko-drezdenecki) w województwie lubuskim.

## Demografia
Dane z 30 czerwca 2008:
| Opis      | Ogółem | Ogółem | Kobiety | Kobiety | Mężczyźni | Mężczyźni |
| --------- | ------ | ------ | ------- | ------- | --------- | --------- |
| jednostka | osób   | %      | osób    | %       | osób      | %         |
| populacja | 3.766  | 100    | 1.869   | 49,6    | 1.897     | 50,4      |

Gminę zamieszkuje 7,6% ludności powiatu. 

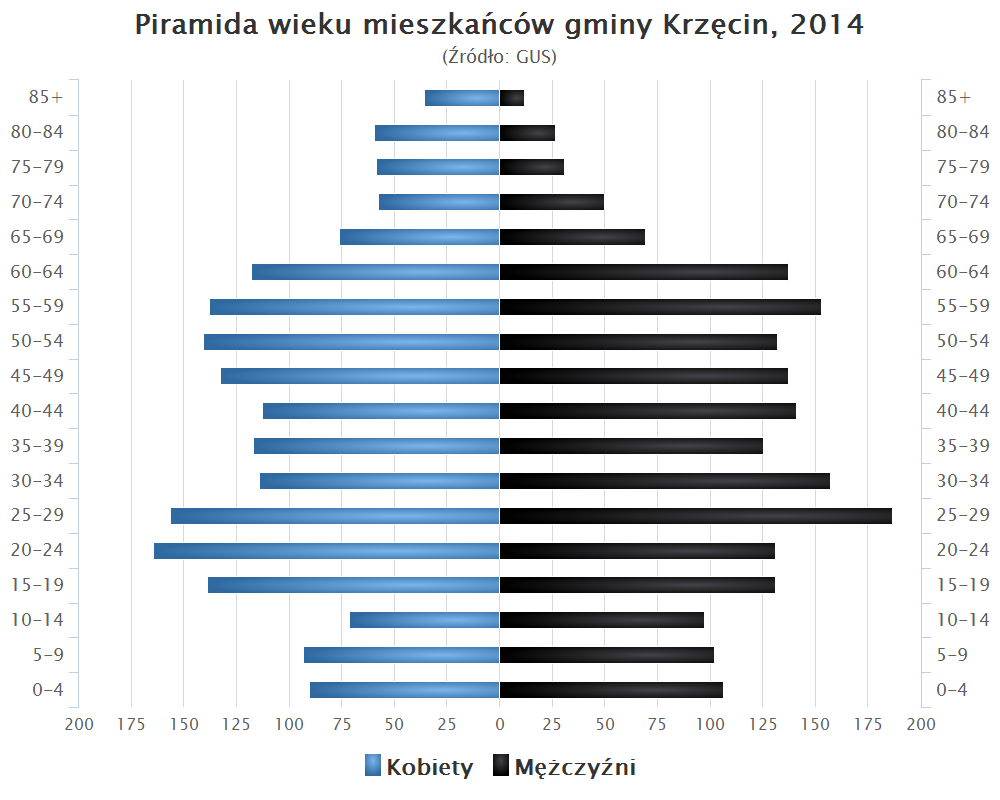
Piramida wieku mieszkańców gminy Krzęcin w 2014 roku

## Historia

### Kalendarium
- w X-XIII wieku tereny wchodziły w skład monarchii wczesnopiastowskiej
- w 1269 roku został podporządkowany przez margrabiów brandenburskich i został włączony do Nowej Marchii
- w XII - XV wieku stanowił część Ziemi choszczeńskiej
- od XIV wieku Krzęcin należał do powiatu Choszczeńskiego (Kreis Arnswalde)
- około 1300 r. istniały już: Żeńsko, Chłopowo i Krzęcin. Pojedyncze miejscowości mają metrykę XVIII-wieczną lub z przełomu XVIII i XIX wieku, np. Mielęcin, Rakowo i Przybysław
- w 1350 r. giermek Jakub von Mortzin nadal Cystersom połowę patronatu nad kościołem w Chłopowie.
- pozostałe osady, leśniczówki wsie zostały założone w XIX wieku, np. Kaszewo i Słonice.

## Zabytki
- kościół parafialny i brama ceglana w Krzęcinie z XIV wieku
- kościół z XVIII wieku w Chłopowie
- dąb – pomnik przyrody przy drodze do Rębusza
- kościół z 1895 r. oraz dworek i park krajobrazowy z XIX wieku w Granowie
- kościół kamienny z końca XVI wieku oraz park krajobrazowy z początków XIX wieku w Nowym Klukomiu
- kościół z XVIII wieku w Objezierzu
- kościół z kamienia polnego z końca XVI wieku oraz pseudoklasyczny dworek z początku XX wieku w Rakowie
- kościół granitowy z XIV wieku w Żeńsku

## Przyroda
Na obszarze gminy znajduje się dużo jezior, największe to: Bukowskie, Chłopowo i Mielęcino. We wschodniej części gminy rozciąga się Obszar chronionego krajobrazu, na terenie którego położone są projektowane rezerwat przyrody i użytki ekologiczne oraz dwanaście pomników przyrody w postaci drzew.

## Turystyka
Gmina posiada dogodne warunki do rozwoju turystyki regionalnej oraz do agroturystyki, planuje się powstanie pól namiotowych, schronisk młodzieżowych i ścieżek rowerowych.

## Administracja
W 2016 r. wykonane wydatki budżetu gminy Krzęcin wynosiły 16,2 mln zł, a dochody budżetu 16,1 mln zł. Zobowiązania samorządu (dług publiczny) według stanu na koniec 2016 r. wynosiły 7,1 mln zł, co stanowiło 43,9% poziomu dochodów.
Gmina Krzęcin posiada 11 sołectw – najmniej w powiecie.
Sołectwa: Chłopowo, Granowo, Kaszewo, Krzęcin, Mielęcin, Nowy Klukom, Objezierze, Przybysław, Rakowo, Słonice i Żeńsko.

## Miejscowości
WsieChłopowo, Granowo, Kaszewo, Krzęcin, Mielęcin, Nowy Klukom, Objezierze, Przybysław, Rakowo, Słonice i Żeńsko.
KolonieBoguszyce, Bukowno, Grzywacz, Kolonia IV Chłopowo, Kolonia V Chłopowo, Potoczna, Prokolno, Sierosławiec, Smużyk, Sobieradz, Sobolewo i Wyszyna.
LeśniczówkiLigwiąca i Wężnik
GajówkaSowiniec
NadleśnictwoPluskocin
Nieistniejące miejscowościGołąbki, Granówko, Putno, Roszkowice i Wydrzyn

## Komunikacja

### Transport drogowy
Jedyna droga wojewódzka nr 160 prowadzi przez północno-wschodnie krańce gminy (wieś Kaszewo), łączy ona tę wieś z Choszcznem (12 km) i z Bierzwnikiem (12 km).

### Transport kolejowy
Obecna gmina Krzęcin uzyskała połączenie kolejowe w 1847 r. po wybudowaniu odcinka Stargard – Dobiegniew na linii ze Szczecina do Poznania. W latach 1975–1978 linię tę zelektryfikowano. Obecnie w gminie czynna jest 1 stacja kolejowa: Słonice. Odległość z Krzęcina do tej stacji wynosi ok. 2 km.

### Poczta
W gminie czynny jest 1 urząd pocztowy: Krzęcin (nr 73-231).

## Miasta partnerskie
- Niemcy Franzburg
- Niemcy Randowtal